# Walewska Moreira de Oliveira

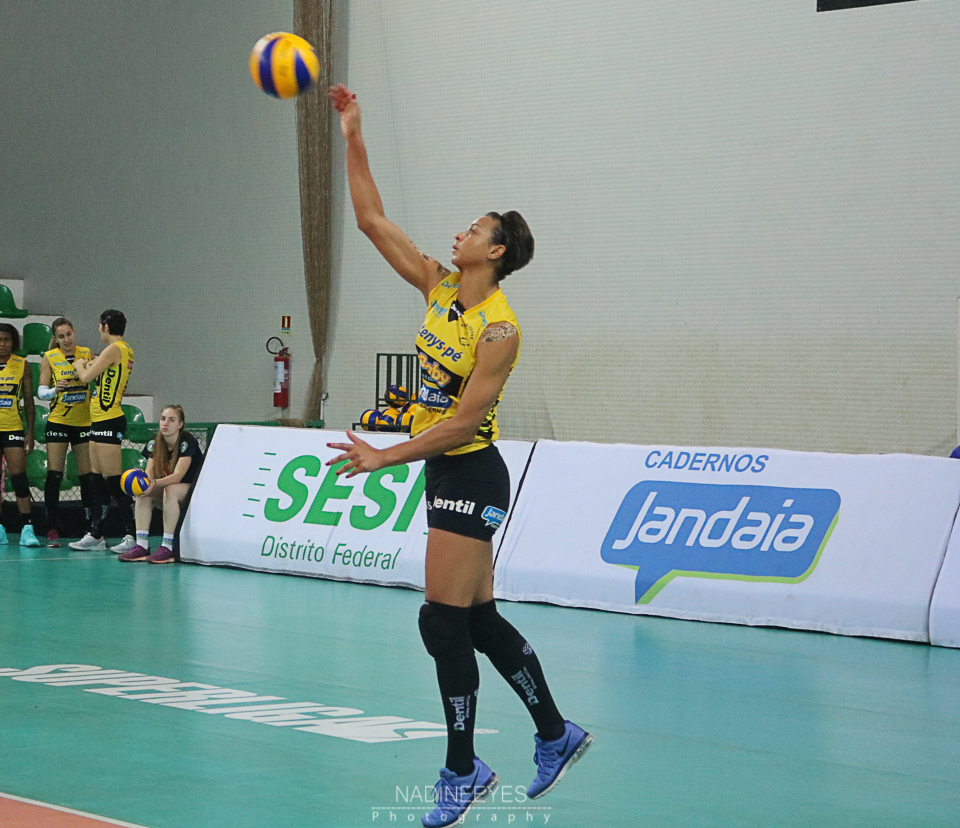
Walewska Moreira de Oliveira podczas wykonywania zagrywki w drużynie Dentil/Praia Clube w sezonie 2017/2018

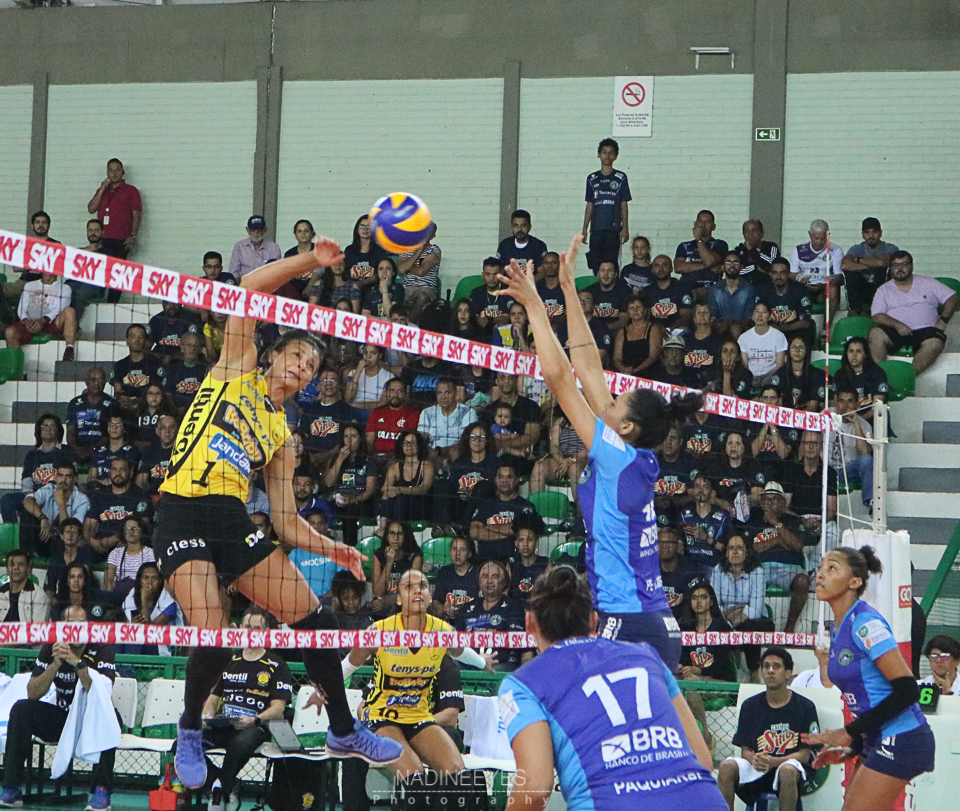
Walewska Moreira de Oliveira podczas ataku z pierwszego tempa w drużynie Dentil/Praia Clube w sezonie 2017/2018

Walewska Moreira de Oliveira (ur. 1 października 1979 roku w Belo Horizonte, zm. 21 września 2023 w São Paulo) – brazylijska siatkarka, reprezentantka kraju, grająca na pozycji środkowej.

## Życiorys
W 2000 roku na igrzyskach w Sydney wraz z reprezentacją zdobyła brązowy medal, a także srebrny medal na mistrzostwach świata w 2006 roku w Japonii. Największy sukces z reprezentacją Brazylii odniosła w 2008 roku, zdobywając mistrzostwo olimpijskie.
21 września 2023 roku w São Paulo promowała swoją biografię. W czwartek zdążyła jeszcze nagrać podcast, a następnie wzięła udział w oficjalnej prezentacji książki. Kilka godzin później wypadła z okna mieszkania znajdującego się na 15. piętrze budynku w dzielnicy Jardins. Na tym etapie śledztwa nie stwierdzono jednak, czy był to nieszczęśliwy wypadek, czy też zabójstwo.

## Polskie imię
Wbrew imieniu siatkarka nie ma nic wspólnego z Polską. Ojciec nadał takie imię córce, zafascynowany Napoleonem Bonaparte, którego kochanką była Polka, Maria Walewska.

## Sukcesy klubowe
Mistrzostwo Brazylii:
- 2000, 2018
- 1999, 2016, 2021, 2022[4]
- 1998, 2001, 2002, 2003, 2012, 2013, 2017, 2019

Puchar Włoch:
- 2005, 2007

Puchar CEV:
- 2005, 2007

Mistrzostwo Włoch:
- 2005, 2007

Liga Mistrzyń:
- 2006

Superpuchar Hiszpanii:
- 2007

Puchar Królowej:
- 2007

Mistrzostwo Hiszpanii:
- 2008

Mistrzostwo Rosji:
- 2010
- 2009

Klubowe Mistrzostwa Ameryki Południowej:
- 2021
- 2017, 2020, 2022[5]

Superpuchar Brazylii:
- 2019, 2020, 2021

## Sukcesy reprezentacyjne
Grand Prix:
- 2004, 2006, 2008
- 1999
- 2000

Igrzyska Panamerykańskie:
- 1999
- 2007

Mistrzostwa Ameryki Południowej:
- 1999, 2001, 2003, 2005, 2007

Puchar Świata:
- 2003, 2007
- 1999

Igrzyska Olimpijskie:
- 2008
- 2000

Volley Masters Montreux:
- 2006

Mistrzostwa Świata:
- 2006

Puchar Wielkich Mistrzyń:
- 2013

## Nagrody indywidualne
- 2007: Najlepsza serwująca Mistrzostw Ameryki Południowej
- 2008: Najlepsza blokująca Grand Prix
- 2017: Najlepsza środkowa Klubowych Mistrzostw Ameryki Południowej